# Bollmannia gomezi
Bollmannia gomezi е вид бодлоперка от семейство Попчеви (Gobiidae).

## Разпространение и местообитание
Видът е разпространен в Еквадор, Колумбия и Панама.
Среща се на дълбочина от 10 до 120 m.

## Описание
На дължина достигат до 14 cm.